# Anti-suffragism

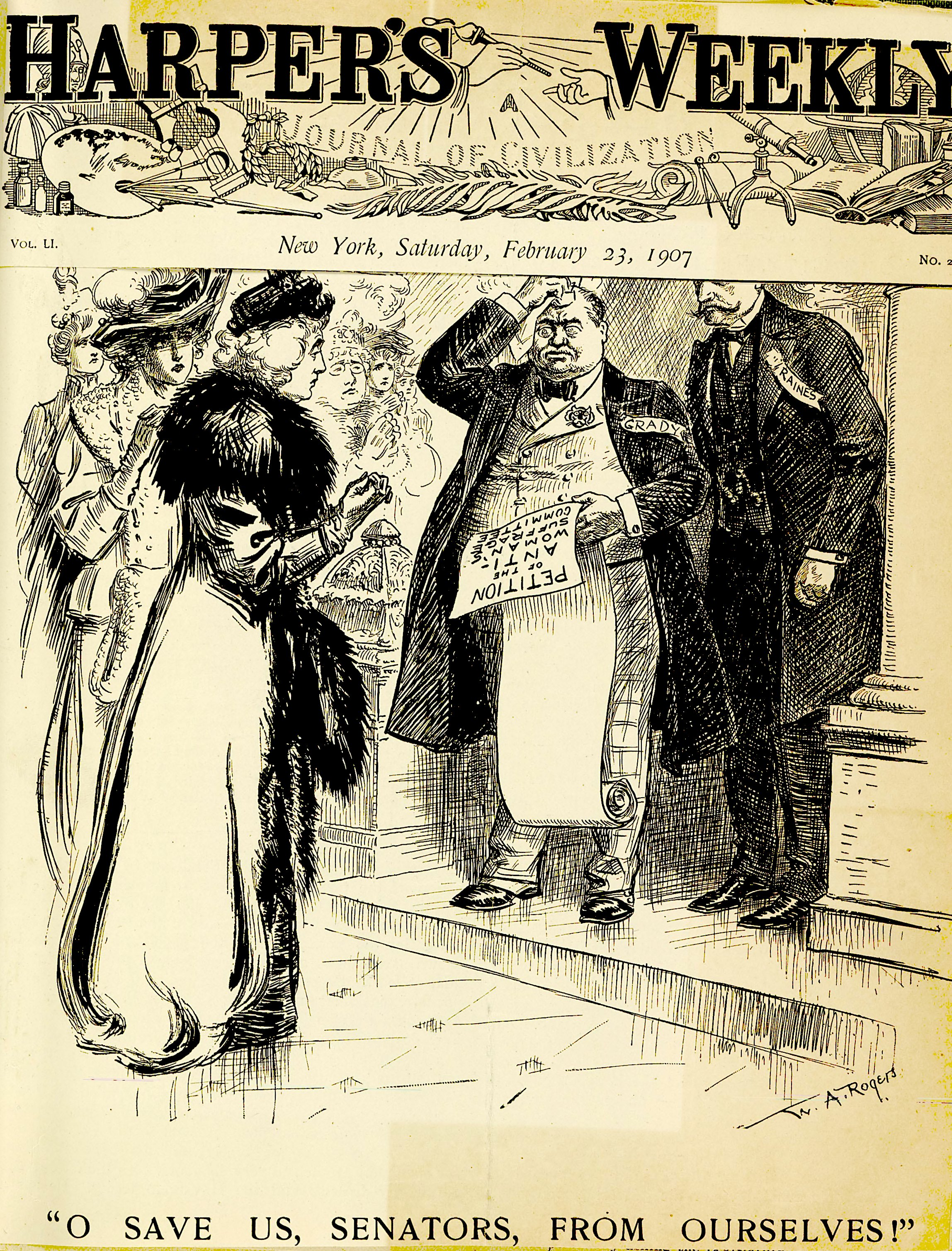
Anti-suffragist

Anti-suffragism var en konservativ politisk rörelse i Västvärlden, främst de engelskspråkiga länderna USA, Storbritannien, Kanada och Australien, som aktivt kampanjade mot införandet av rösträtt för kvinnor från 1800-talets slut. 

## Historik
Dess syfte var att bevara det rådande status quo för könens dåvarande roll i samhället och motsätta sig förändringen av dessa i form av politiska rättigheter för kvinnor. Den kom ur önskan att bevara 1800-talets kvinnoideal, känd som huslighetskulten, och motarbeta det framväxande idealet om den nya kvinnan. Rörelsen bestod av både män och kvinnor. Den organiserade sig i vissa fall i faktiska föreningar i flera delar av världen, så som i Storbritannien och USA. 
Bland exemplen fanns Women's National Anti-Suffrage League i Storbritannien, dess lokalavdelning på Irland, och Anti-Franchise League i Australien. I USA fanns Southern Rejection League, National Association Opposed to Women's Suffrage under ledning av Mary Hilliard Hinton, som motarbetade North Carolina Equal Suffrage Association och dess kampanj för rösträtt i North Carolina i USA. 
I Sverige samlades rösträttsmotståndare under Antirösträttsmötet 1912, och Annie Åkerhielm var en känd antisuffragist.

## Galleri

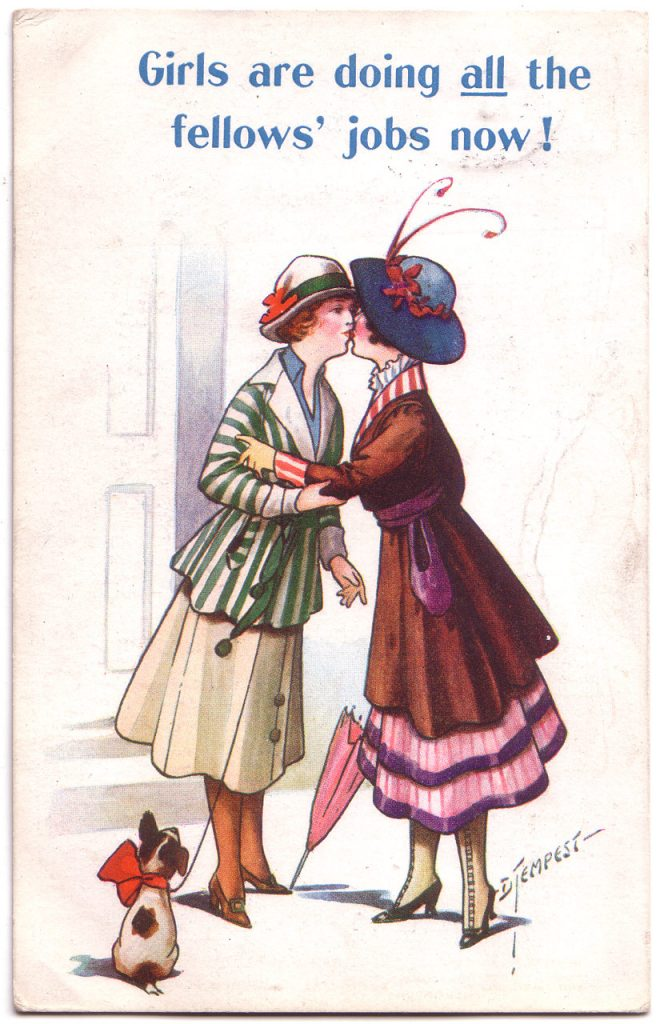
Girls-are-doing-all-the-fellows-jobs-now-postcard-660x1024
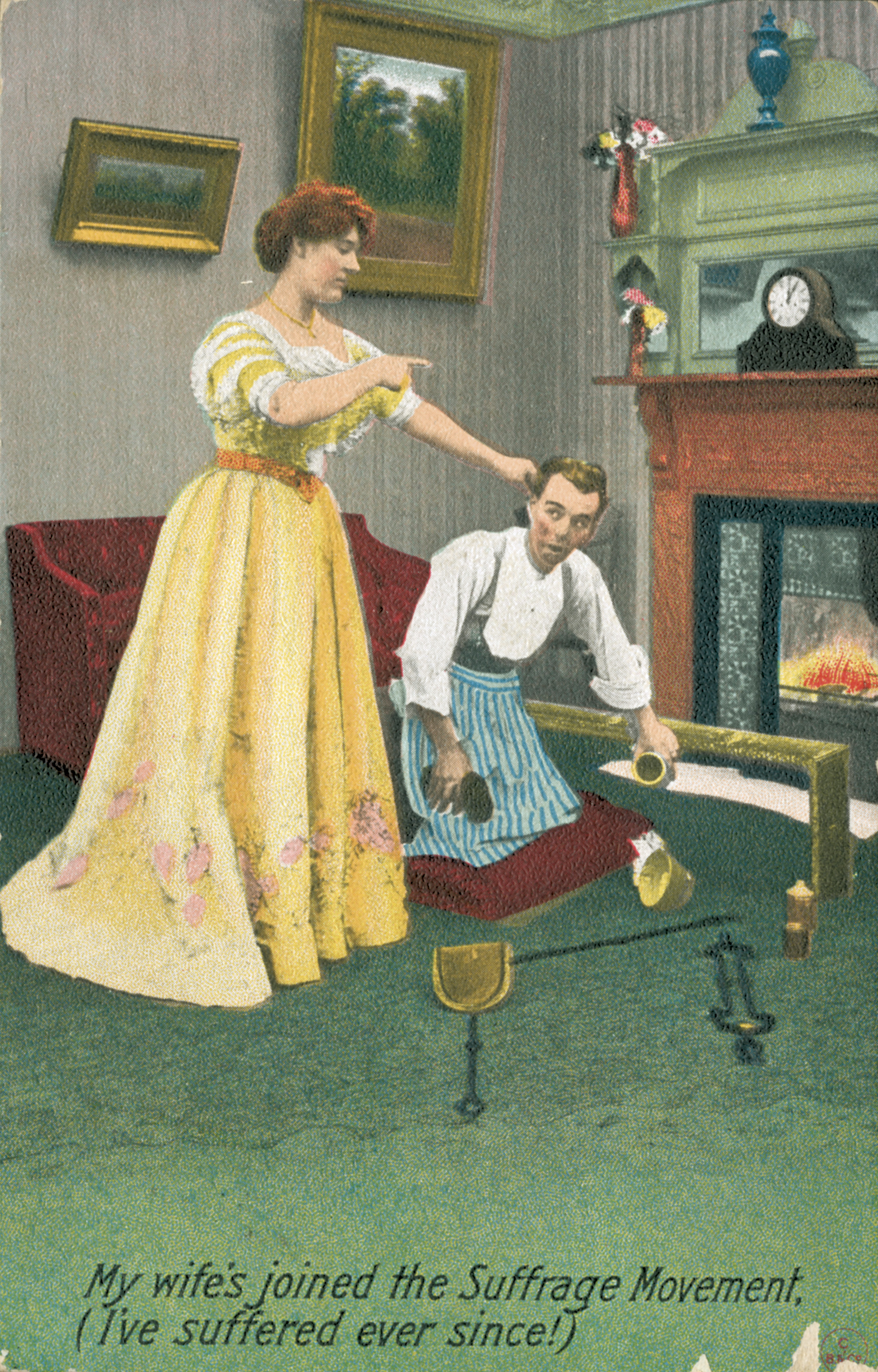
AWife's Joined the Movement1240
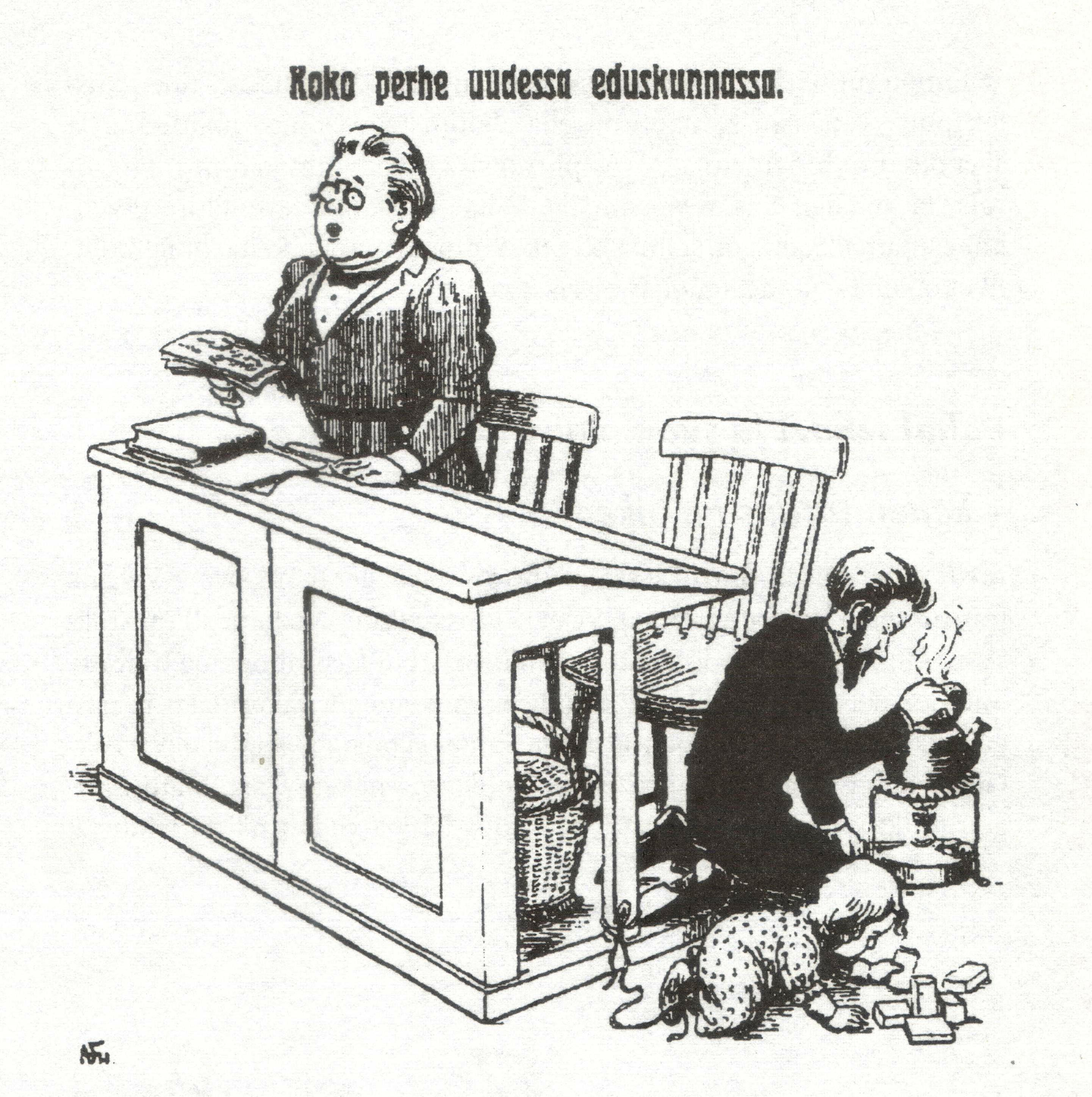
Koko perhe eduskunnassa
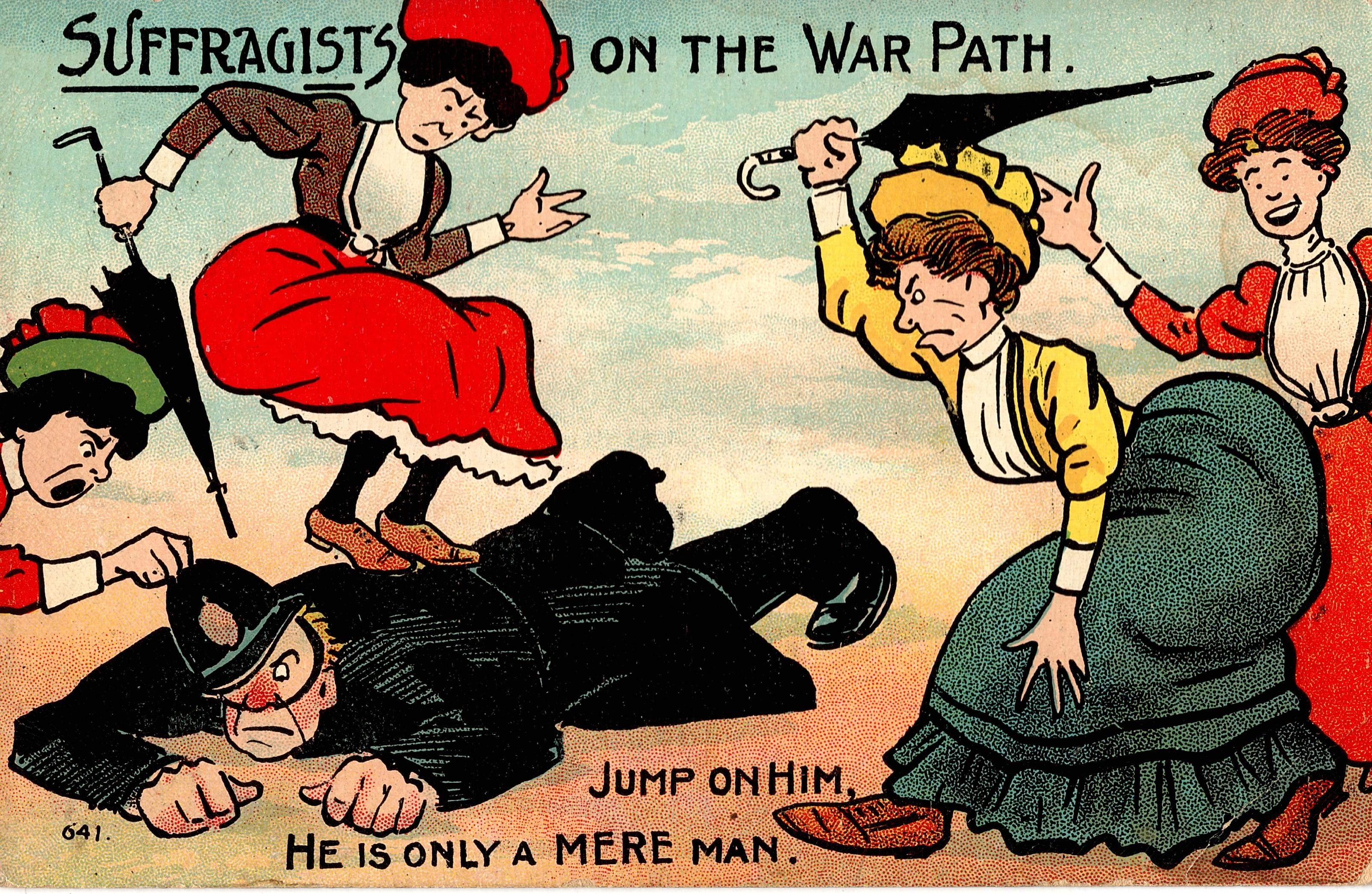
Anti-suffrage postcard- Suffragists on the warpath
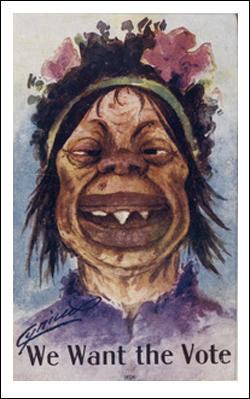
Anti suffragettes postcard (c. 1909) face of an ugly dimwitted woman with sharp teeth.